# İqrığ
İqrığ è un comune dell'Azerbaigian situato nel distretto di Quba. Conta una popolazione di 1 502 abitanti.